# Georgina Bardach
Georgina Bardach (Córdoba, 18 de agosto de 1983) é uma nadadora argentina. No Campeonato Mundial em Piscina Curta de 2002, em Moscou, terminou em terceiro lugar na prova de 400 m medley feminino. Ela também recebeu a medalha de ouro nos Jogos Pan-Americanos de 2003, em Santo Domingo.
Nos Jogos Olímpicos de Verão de 2004 em Atenas, ela ganhou a medalha de bronze na prova dos 400 m individual medley, com um tempo de 4min37s51. Antes, Bardach também competiu nos Jogos Olímpicos de Verão de 2000 em Sydney, mas não passou das eliminatórias.
No Campeonato Brasileiro de Natação, em maio de 2006, quebrou o recorde sul-americano dos 200 metros costas para piscina longa com 2min17s033, apenas 6 milissegundos abaixo do recorde anterior, pertencente a brasileira Fabíola Molina.